# Himmelskönig, sei willkommen

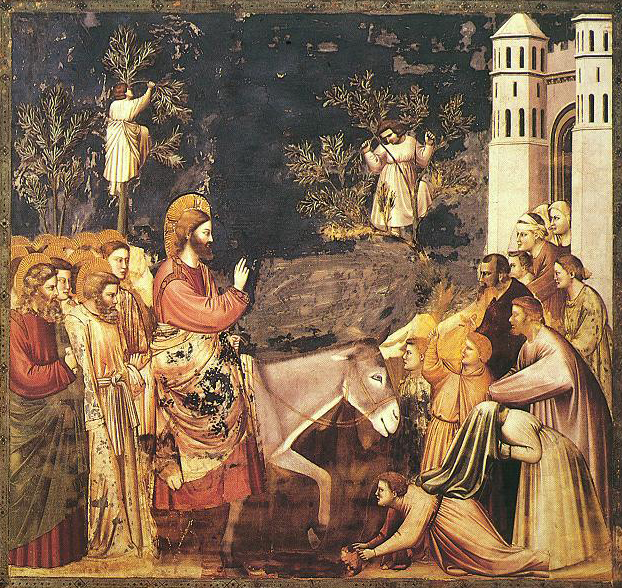
Giotto: Entrée dans Jérusalem

Himmelskönig, sei willkommen (Roi du ciel, sois le bienvenu), (BWV 182), est une cantate religieuse de Johann Sebastian Bach composée à Weimar en 1714.

## Histoire et livret
A Weimar, Bach était l'organiste de cour de Johann Ernst de Saxe-Weimar. Il fut promu « maître de concert » le 2 mars 1714, un honneur qui entraînait la représentation mensuelle d'une cantate religieuse dans la chapelle du château. Selon Alfred Dürr, spécialiste de Bach, cette cantate est la première pour la cour de Weimar d'une série qui était censée inclure tous les dimanches pendant quatre ans. Elle précédait Weinen, Klagen, Sorgen, Zagen, BWV 12. Bach la dirigea pour la première fois dans la chapelle du château le dimanche des Rameaux du 25 mars 1714. Ailleurs qu'à Leipzig où l'on observait le tempus clausum pendant le carême et où il était interdit de jouer des cantates, Bach pouvait à Weimar jouer une cantate spécialement à l'occasion de l'entrée triomphale à Jérusalem. Les lectures prescrites pour le jour étaient Phil. 2 :5–11 ou Cor 1. 11:23–32, et Mat. 21 :1–9.
Le texte est du poète de cour Salomon Franck, bien qu'il ne se trouve pas dans l'édition imprimée de ses œuvres. Philipp Spitta, biographe de Bach, est parvenu à cette conclusion par des comparaison stylistiques et en observant l'absence de récitatifs entre les arias. Le poète compare l'entrée dans Jérusalem à l'entrée dans le cœur du fidèle qui doit se préparer et à qui il sera donné une joie céleste en retour. Le langage intensifie les aspects mystiques : Himmelskönig (Roi du ciel), Du hast uns das Herz genommen (Tu nous a dérobé notre cœur), Leget euch dem Heiland unter. Le choral final est la dernière strophe (33) de Jesu Leiden, Pein und Tod (1633) de Paul Stockmann.
Le signe da capo après la dernière aria suggère que la cantate devait originellement se conclure par une répétition du chœur d'ouverture.
Comme Bach ne pouvait jouer la cantate à Leipzig le dimanche des Rameaux, il la dirigea pour la fête de l'Annonciation le 25 mars 1724 qui coïncidait avec le dimanche des Rameaux pour la première représentation. Il la dirigea encore deux fois à Leipzig.

## Structure et instrumentation
La cantate est écrite pour flûte à bec, deux violons, deux altos et basse continue avec trois voix solistes (alto, ténor, basse) et chœur à quatre voix.
Il y a huit mouvements :
1. sonate
2. chœur : Himmelskönig, sei willkommen
3. récitatif (basse) : Siehe, ich komme, im Buch ist von mir geschrieben
4. aria (basse, violon, deux altos) : Starkes Lieben
5. aria (alto, flûte à bec) : Leget euch dem Heiland unter
6. aria (ténor) : Jesu, laß durch Wohl und Weh
7. choral : Jesu, deine Passion ist mir lauter Freude
8. chœur : So lasset uns gehen in Salem der Freuden
| Mouvement | Motif   | Motif | Motif    | Motif   |
| --------- | ------- | ----- | -------- | ------- |
| 1+2       | entrain | joie  |          |         |
| 3         | entrain |       | humilité |         |
| 4         |         |       |          | passion |
| 5         |         |       | humilité |         |
| 6         |         |       |          | passion |
| 7         |         | joie  |          | passion |
| 8         | entrain | joie  |          | passion |

## Musique
L'instrumentation de la cantate est limitée pour s'accorder aux dimensions de la chapelle. Une sonate instrumentale sur le rythme d'une ouverture à la française décrit l'arrivée du roi. Dans sa cantate Nun komm, der Heiden Heiland, BWV 61 pour l'Avent de cette même année et avec les mêmes lectures, Bach alla plus loin et disposa un chœur selon la forme d'une semblable ouverture. La flûte à bec et un solo de violon sont accompagnés de pizzicatos entre l'alto et le continuo. Le premier chœur suit la forme da capo, commençant par une fugue qui mène à une conclusion homophonique. La section centrale comprend deux développements canoniques similaires.
La citation de la Bible constitue le seul récitatif de la cantate. Elle est attribuée à la basse en tant que Vox Christi (voix du Christ) et se développe en un arioso. L’instrumentation des trois arias évolue de la foule dans la scène biblique vers le fidèle en particulier, la première accompagnée par un violon et les altos, la deuxième par une flûte à bec seule et la dernière par le seul continuo.
Le choral est arrangé à la façon de Pachelbel, chaque ligne est d'abord préparée par les voix basses puis la soprano chante le cantus firmus tandis que les autres voix interprètent les mots, par exemple le rapide mouvement sur Freude (joie). Le chœur final est, selon le chef John Eliot Gardiner, une danse enjouée de choral qui pourrait être sorti d'un opéra comique de l'époque.
| Mouvement                       | 1                                                 | 2                                                                      | 3                                        | 4      | 5      | 6      | 7                | 8      |
| ------------------------------- | ------------------------------------------------- | ---------------------------------------------------------------------- | ---------------------------------------- | ------ | ------ | ------ | ---------------- | ------ |
| Type                            | sonate                                            | chœur                                                                  | récitatif                                | aria   | aria   | aria   | choral           | chœur  |
| Tempo                           | grave. adagio                                     |                                                                        | andante                                  |        | largo  |        |                  |        |
| Description                     | lente introduction d'une ouverture à la française | deuxième partie plus rapide d'une ouverture à la française comme fugue | arioso avec récitatif secco en ouverture |        |        |        | motet choral     | fugue  |
| Tonalité                        | sol                                               | sol                                                                    | do                                       | do     | mi     | h      | sol              | sol    |
| Niveau par rapport à sol majeur | I                                                 | I                                                                      | IV                                       | IV     | VI     | III    | I                | I      |
| Mode                            | majeur                                            | majeur                                                                 | majeur                                   | majeur | mineur | mineur | majeur           | majeur |
| Mesure                          | 4/4                                               | 4/4                                                                    | 4/4                                      | 4/4    | 4/4    | ¾      | 4/4 (Alla Breve) | 3/8    |
|                                 |                                                   |                                                                        |                                          |        |        |        |                  |        |